# Liste von Dateinamenserweiterungen
In dieser Liste sind übliche Dateinamenserweiterungen aufgelistet, die in einigen Betriebssystemen zur Unterscheidung von Dateiformaten verwendet werden. In anderen Betriebssystemen erfolgt die Dateitypenidentifikation hauptsächlich über den Dateivorspann und bei E-Mail-Anhängen hat der MIME-Type eine größere Bedeutung als die Dateinamenserweiterung. Systeme, die nach den beiden letztgenannten Vorgehensweisen verfahren, ignorieren die Erweiterung meist vollständig.